# Diarthrodes andrewi
Diarthrodes andrewi är en kräftdjursart som först beskrevs av T. Scott 1894.  Diarthrodes andrewi ingår i släktet Diarthrodes och familjen Thalestridae. Inga underarter finns listade i Catalogue of Life.